# Asgardsrei Fest
Asgardsrei Fest este un festival neonazist de black metal situat în Kiev, Ucraina. Fiind un festival de black metal național socialist, acesta a devenit un loc cunoscut pentru membrii grupărilor de extremă-dreapta din Europa. Festivalul este numit după albumul din 1999 al formației germane Absurd, considerat unul dintre cele mai influente albume din scena black metalului național socialist.

## Asgardsrei Fest (2016)
Prima ediție a festivalului a avut loc pe 18 decembrie 2016.
- M8l8th (Rusia)
- Nokturnal Mortum (Ucraina)
- Peste Noire (Franța)
- Kroda (Ucraina)

## Asgardsrei Fest (2017)
A doua ediție a festivalului a avut loc pe 16 decembrie 2017.
- M8l8th (Rusia)
- Absurd (Germania)
- Goatmoon (Finlanda)
- Peste Noire (Franța)
- Naer Mataron (Grecia)
- Burshtyn (Ucraina)

## Asgardsrei Fest (2018)
A treia ediție a festivalului a avut pe loc pe 15 și 16 decembrie 2018. Peste Noire a susținut un concert acoustic în Kiev pe 14 decembrie, acesta fiind considerat parte a festivalului.
| O singură scenă                                                         |                                                                             |
| 15 decembrie 2018                                                       | 16 decembrie 2018                                                           |
| Nokturnal Mortum Goatmoon Acherontas M8l8th Sunwheel Dark Fury Wehrwolf | Absurd Der Stürmer Frangar Baise Ma Hache Terrorsphära Stahlfront Nordglanz |

## Asgardsrei Fest (2019)
A patra ediție a festivalulul urmează să aibă loc pe 14-15 decembrie 2019.
| O singură scenă                                                                                 |                                                                 |
| 14 decembrie 2019                                                                               | 15 decembrie 2019                                               |
| Evil Kataxu Kroda Siegneur Voland SIELUNVIHOLLINEN BLACKDEATH SVARGA BlazeBirthHall tribute set | Wodulf ST/HOF Goatmoon M8L8TH Baise Ma Hache Frangar Selbstmord |